# Nopsides ceralbonus
Nopsides ceralbonus (лат.) — вид мелких пауков рода Nopsides из семейства Caponiidae. Северная Америка: Мексика.

## Описание
Длина около 1 см: самцы от 7,1 до 8,9 мм, самки — от 7,1 до 9,5 мм. Основная окраска оранжевая. На головогруди развиты только 4 глаза, которые расположены в два широко расставленных ряда. Лапки субсегментированные. Активны ночью, когда охотятся за добычей. Днём прячутся под камнями, обитают в сухих в кустарниковых зарослях. Активны с марта по ноябрь.
Вид Nopsides ceralbonus был впервые описан в 1924 году американским зоологом профессором Ральфом Чемберлином (Ralph Vary Chamberlin, 1879—1967; США). Таксон Nopsides ceralbonus включён в состав рода Nopsides Chamberlin, 1924. Среди синонимов вида имя Nopsides ceralbona Chamberlin, 1924. Видовое название N. ceralbonus дано по имени Острова Жака Кусто, который раньше назывался Остров Серральво (исп. Isla Cerralvo). В 2011 году валидность вида была подтверждена в ходе родовой ревизии мексиканским зоологом Марией-Луизой Хименес (Maria Luisa Jiménez, Centro de Investigaciones Biológicas del Noroeste, Ла-Пас, Южная Нижняя Калифорния, Мексика), американским арахнологом Норманом Платником (Norman I. Platnick; р.1951; Американский музей естественной истории, Манхэттен, Нью-Йорк, США) и канадским арахнологом Надин Дюперре (Nadine Dupérré)..